# 长突半足沙蚕
长突半足沙蚕（学名：Hemipodus yenourensis）为吻沙蚕科半足沙蚕属的动物。分布于日本，包括黄海等海域。